# Szacharóz-acetát-izobutirát
A szacharóz-acetát-izobutirát (más néven szukróz-acetát-izobutirát) egy élelmiszeripari adalékanyag, melyet a E444 néven, emulgeálószerként alkalmaznak.

## Felhasználási területei
- alkoholos és üdítőitalokban opálosodást eredményez
- előfordulhat egyes kozmetikumokban és bőrápoló termékekben
- elvétve ízanyagként alkalmazzák
- egyes hajápoló szerekben is használják

Napi maximum beviteli mennyisége 30 mg/testsúlykg.